# Frida Hole
Die Frida Hole ist eine kleine Bucht an der Südküste und nahe dem westlichen Ende Südgeorgiens. Sie liegt 800 m südöstlich des Coal Harbour.
Die Benennung der Bucht geht vermutlich auf Wal- und Robbenjäger zurück, die sie als Ankerplatz nutzten.